# Zoramia perlita
Zoramia perlita és una espècie de peix pertanyent a la família dels apogònids.

## Descripció
- Pot arribar a fer 5 cm de llargària màxima.
- 7 espines i 9 radis tous a l'aleta dorsal i 2 espines i 9 radis tous a l'anal.
- Té una taca blanca al final de la base de la segona aleta dorsal.
- Presenta una àrea de color negre a dalt de l'aleta anal.[4][5]

## Hàbitat
És un peix marí, associat als esculls i de clima tropical (19°N-9°S).

## Distribució geogràfica
Es troba al Pacífic occidental central: les illes Filipines, les Moluques i Palau.

## Observacions
És inofensiu per als humans.